# Pikmin 4
Pikmin 4 (jap. Originaltitel: ピクミン4) ist ein Echtzeit-Strategiespiel des japanischen Herstellers Nintendo und der vierte Teil der Spieleserie Pikmin. Erschienen ist es am 21. Juli 2023.

## Spielprinzip
Pikmin 4 nutzt das gleiche grundlegende Gameplay wie seine Vorgänger. Der Spieler steuert einen winzigen Anführer, der einen Tag auf einem erdähnlichen Planeten verbringen muss. Pikmin 4 fügt eine Mechanik zum Einsatz von Pikmin und eine Kameraoption viel näher am Boden hinzu und führt Pikmin-Arten mit neuen Fähigkeiten ein, die beim Lösen von Rätseln und beim Kampf gegen Feinde helfen, wie zum Beispiel Eis-Pikmin, die Wasser und Feinde einfrieren können. Darüber hinaus kann der Spieler eine hundeähnliche Kreatur namens Otschin befehligen, die beim Tragen von Gegenständen helfen oder Pikmin über das Wasser transportieren kann. Die Hauptgeschichte des Spiels konzentriert sich auf die Rettung von Schiffbrüchigen einer neuen humanoiden Rasse auf demselben Planeten.

## Handlung
Scheinbar abweichend von den Ereignissen der vorherigen Teile reist Kapitän Olimar an Bord seines Schiffes SS Dolphin zum erdähnlichen Planeten PNF-404. Nach einem seltsamen Unfall stürzt sein Schiff ab und er ist gezwungen, Pikmin zu rekrutieren, um die fehlenden Schiffsteile zu finden. Während seiner Suche schließt Olimar Freundschaft mit einem hundeähnlichen Wesen, das er Moss Moss nennt. Nachdem er das fehlende Funkgerät seines Schiffs im Inneren des Heldenverstecks gefunden hat, sendet Olimar einen SOS-Ruf zusammen mit seinen Reiseprotokollen, verschwindet jedoch auf mysteriöse Weise, nachdem er seine Suche nach den fehlenden Teilen fortgesetzt hat. 
Das Rescue Corps, eine intergalaktische Rettungsorganisation, erhält seinen Notruf und schickt ein Team unter der Leitung von Captain Shepherd nach PNF-404, um Olimar zu finden und zu retten. Beim Erreichen des Planeten kommt es jedoch zu einer Fehlfunktion des Schiffs, sodass die Besatzung sich mit dem Schleudersitz retten muss, bevor es auf der Oberfläche abstürzt. Das Rescue Corps beauftragt seinen neuesten Rekruten, die Spielfigur, die vermissten Mitglieder des Rescue Corps zu finden und die Mission zu vollenden.
Als er den Planeten erreicht, trifft der Rekrut auf Shepherds geretteten Welpen, ein hundeähnliches Wesen namens Otschin, das eine Bindung zu ihnen aufbaut. Nachdem er Shepherd und den Kommunikationsoffizier des Teams, Collin, gerettet hat, stellt der Rekrut fest, dass das Schiff des Rescue Corps keinen Strom mehr hat. Mit Hilfe von Pikmin in der Nähe der Absturzstelle des Schiffs birgt der Rekrut mehrere Objekte, die eine als Sparklium bekannte Ressource enthalten, mit der das Schiff angetrieben werden kann. Der Rekrut beginnt, begleitet von den Pikmin und Otschin, das Gebiet zu erkunden, um die anderen Mitglieder des Rettungskorps zu finden. Dabei entdeckt er, dass mehrere Schatzsucher und Entdecker auf den Planeten kamen, nachdem sie Olimars Signal empfangen hatten, aber auch Schiffbrüchige wurden. Shepherd weist den Rekruten an, neben seinen Hauptzielen auch Schiffbrüchige zu finden und zu retten. Bei weiteren Erkundungen stößt das Rettungskorps auf eine mysteriöse Gestalt, die von Moss begleitet wird. Die Gestalt, bekannt als „Blätterling“, weist eine unbekannte Krankheit auf, die dazu führt, dass sie haarig wird und Blätter am ganzen Kopf sprießen. Außerdem kann sie Sauerstoff atmen, der normalerweise für die auf dem Planeten Gefangengehaltenen giftig ist. Da die Gestalt durch die Zwiebeln mehrere Schiffbrüchige mit derselben Krankheit infiziert hat, arbeitet der Chefarzt des Rettungskorps, Yonny, nach seiner Rettung an einem Heilmittel. In der Zwischenzeit stößt das Rettungskorps auf die Dolphin und stellt fest, dass er repariert wurde, aber nach dem Start abstürzte. Bald erkennen sie, dass es sich bei der mysteriösen Gestalt um Olimar handelt, der sich nach einem gescheiterten Fluchtversuch von PNF-404 infiziert hatte und von den Pikmin auf eine Zwiebel gebeamt wurde. Mit Yonnys Heilmittel behandelt der Rekrut die Infizierten und heilt ihren Zustand sowie Olimar, nachdem er ihn in einem Dandori-Kampf bekämpft und besiegt hat, wodurch er wieder normal wird. Nach Abschluss ihrer Mission versucht das Rettungskorps, PNF-404 zu verlassen. 
Shepherd entdeckt jedoch, dass Otschin krank ist. An seinem Schwanz sprießt ein Blatt, das dem eines Pikmin ähnelt. Dadurch kann er den Planeten nicht verlassen. Da jedes Heilmittel bei Otschin wirkungslos ist, rät Olimar der Gruppe, zur Planetenoberfläche zurückzukehren. Er enthüllt, dass Moss an derselben Krankheit leidet, die auch der Grund für seine gescheiterte Flucht war, nachdem er sich in seinen Frachtraum geschlichen hatte. An der Oberfläche arbeitet das Rettungskorps an der Suche nach Zutaten für ein neues Heilmittel und sucht gleichzeitig nach weiteren Schiffbrüchigen, insbesondere der Tierärztin Nelli aus Koppai. Bei der Erkundung stößt man bald auf einen riesigen Hund, den Ancient Sirehound, der Otschin und Moss ähnelt und von dem Yonny glaubt, dass er eine wichtige Zutat für das Heilmittel liefern könnte. Auf der Suche nach ihm findet der Rekrut ihn versteckt in einer Höhle, in der sich Olimars Partner Loui versteckt hatte, nachdem er auf den Planeten gekommen war, um nach Nahrung zu suchen. Nachdem er ihn und den Hund besiegt hat, bergt der Rekrut sowohl ihn als auch etwas DNA des Hundes – die letzte Zutat für Otschins Heilung. Als Olimar herausfindet, dass sie auf dem Planeten geboren wurde, beschließt er, sie bei den Pikmin zurückzulassen. Das Rettungstrupp stimmt zu und bricht mit den anderen auf, während Olimar mit der Dolphin aufbricht. Währenddessen geht Moss mit den Pikmin auf Entdeckungsreise, eifrig verfolgt vom nun gezähmten Ancient Sirehound.

## Entwicklung und Veröffentlichung
Am 7. September 2015 bestätigte der Pikmin-Schöpfer Shigeru Miyamoto gegenüber Eurogamer, dass sich Pikmin 4 in der Entwicklung befinde und „sehr kurz vor der Fertigstellung“ stehe. Shigeru Miyamoto kündigte Pikmin 4 offiziell am 13. September 2022 in einer Nintendo Direct an. In der Nintendo Direct vom 8. Februar 2023 wurde bekannt gegeben, dass Pikmin 4 am 21. Juli 2023 erscheinen soll, was schließlich auch der Veröffentlichungstag war.

## Rezeption
Das deutsche Online-Magazin ntower bewertete Pikmin 4 mit 9 von 10 möglichen Punkten und bezeichnete es als „Best-of der bisherigen Reihe“. Insbesondere Grafik, Musik und Umfang wurden von ntower gelobt, während der Koop-Modus kritisiert wurde.

## Hinweise
- Die Ereignisse von Olimars Absturz dienen als alternative Nacherzählung der Ereignisse von Pikmin(2001). Es ist derzeit nicht bekannt, wo Pikmin 4 in die Zeitleiste der anderen Hauptspiele passt.[2]